# Vũ Đăng Khoa
Vũ Đăng Khoa (sinh năm 1957) là kiểm sát viên người Việt Nam. Ông nguyên là Kiểm sát viên Viện kiểm sát nhân dân tối cao Việt Nam, từng giữ chức vụ Thủ trưởng Cơ quan điều tra Viện kiểm sát nhân dân tối cao Việt Nam hai giai đoạn từ tháng 6 năm 2012 đến tháng 6 năm 2015 và từ tháng 1 năm 2016 đến tháng 6 năm 2017, Chánh Thanh tra Viện kiểm sát nhân dân tối cao (tháng 6 năm 2015 – 15 tháng 12 năm 2015).

## Tiểu sử
Từ ngày 1 tháng 6 năm 2012, Vũ Đăng Khoa, Phó Vụ trưởng Vụ Thực hành quyền công tố và kiểm sát điều tra án kinh tế,  Viện kiểm sát nhân dân tối cao, được Viện trưởng Viện kiểm sát nhân dân tối cao Việt Nam bổ nhiệm giữ chức vụ Cục trưởng Cục Điều tra, Viện kiểm sát nhân dân tối cao theo Quyết định số 47/QĐ-VKSTC-V9 ngày 29/5/2012.
Năm 2013, Vũ Đăng Khoa là Cục trưởng Cục Điều tra hình sự kiêm Thủ trưởng Cơ quan điều tra Viện kiểm sát nhân dân tối cao Việt Nam.
Ông giữ chức vụ này cho đến tháng 6 năm 2015, thì được bổ nhiệm giữ chức vụ Chánh Thanh tra Viện kiểm sát nhân dân tối cao theo quyết định số 117/QĐ-VKSTC ngày 15/6/2015 của Viện trưởng Viện kiểm sát nhân dân tối cao.
Kể từ ngày 15 tháng 12 năm 2015, Vũ Đăng Khoa, Kiểm sát viên cao cấp, Chánh Thanh tra Viện kiểm sát nhân dân tối cao, được điều động, bổ nhiệm trở lại giữ chức vụ Thủ trưởng Cơ quan điều tra Viện kiểm sát nhân dân tối cao Việt Nam theo quyết định số 198/QĐ-VKSTC của Viện trưởng Viện kiểm sát nhân dân tối cao Việt Nam Nguyễn Hòa Bình.
Ngày 17 tháng 12 năm 2015, Vũ Đăng Khoa, Kiểm sát viên cao cấp, Thủ trưởng cơ quan điều tra VKSND Tối cao, là một trong năm người được Chủ tịch nước Trương Tấn Sang trao quyết định bổ nhiệm chức danh Kiểm sát viên Viện kiểm sát nhân dân tối cao, bốn người còn lại là Nguyễn Văn Nông, Nguyễn Duy Giảng, Nguyễn Tố Toàn, và Phương Hữu Oanh.
Cuối năm 2017, Vũ Đăng Khoa nghỉ hưu trí.